# 문경 오층석탑
문경 오층석탑(聞慶 五層石塔)은 대한민국 서울특별시 성북구 성북동 간송미술관에 있는, 2층의 기단부에 5층의 탑신부를 가진 일반형 석탑으로서 고려시대 전반기의 특징을 여실히 보여주고 있는 오층석탑이다. 1974년 10월 2일 대한민국의 보물 제580호로 지정되었다.

## 역사
원래는 경상북도 문경시 관음리에 있었는데, 일제강점기에 일본인들이 다른 곳으로 옮겨가려는 것을 고 전형필(全鎣弼)이 이를 수습하여 현재의 위치인 간송미술관에 세워 놓았다. 그러나 정확한 원위치와 옮겨 세운 날짜, 옮길 때의 자세한 상황은 알 수 없는 실정이다. 따라서 문경에서 전해왔다는 사실에서 기인하여 전(傳)문경오층석탑이라 불러 왔다.

## 특징
이 석탑은 2단의 지대석이 뚜렷이 잘 남아있는 것이 특징이며, 하층 기단의 3개의 안상은 장식성이 가미된 2개의 또 다른 탱주의 표현으로 볼 수 있을 것이다. 아울러 초층 옥신의 약식화된 문비형과 4단의 옥개받침, 그리고 짧고 가파른 낙수면 등의 양식을 통해 일반형 석탑을 계승하고 있는 듯 보인다. 하지만, 나름대로 세밀한 부분에서 고려시대 전반기의 특징을 잘 보여주고 있는 상하의 비례가 아름다운 석탑이라 할 수 있다.

## 세부 모습
이 석탑은 2층의 지대석 위에 2층의 기단, 5층의 탑신, 그리고 노반과 복발까지의 상륜부가 비교적 큰 파손 없이 잘 남아있다.
지대석은 2단으로 되어 있는데, 하단의 지대석은 5매의 판석으로 구성되어 있으며, 상단의 지대석은 4매의 판석으로 각각 구성되어 있다.
기단부 역시 2층으로 구성되어 있는데, 하층 기단 하단에는 1단의 굄이 마련되어 있고, 각 면에는 안상 3구씩이 새겨져 있다. 이 안상은 칠곡 정도사지 오층석탑에서 보이는 바와 같이 지선(地線)에서 안으로 솟아오르는 꽃 모양으로 되어 있으며, 탱주 없이 조각되어 있다.
하층 기단 갑석은 2매의 판석으로 덮어져 있으며, 중앙에는 얕은 3단의 굄이 마련되어 있어 상층 기단을 받치고 있다. 상층 기단은 각 면 한 매씩 총 4매의 판석으로 구성되어 있고, 각 면마다 양 우주와 한 개의 탱주가 모각되어 있다. 상층 기단의 갑석은 한 매의 판석으로 되어 있으며, 하단에는 반원형의 낙수홈이 새겨져 있다. 또 상면 중앙에는 탑신 굄이 조성되어 초층 옥신을 받치고 있다.
탑신부는 옥신석과 옥개석이 각각 다른 하나의 돌로 구성되어 있다. 옥신의 각 층마다 양쪽에 우주가 모각되어 있고, 초층 옥신의 한 면에는 작고 얕은 자물쇠 모양이 조각되어 있다. 이는 문비를 표현하려는 형태로 보이나 문비의 표시는 되어 있지 않기 때문에 약식화된 모습으로 여겨진다. 2층 이상의 옥신은 체감이 심하지 않지만, 초층과 2층의 감축률은 심한 편이다.
옥개석은 낙수면이 짧고 경사가 급한 편이며, 처마 밑은 수평을 유지하고 있지만, 전각의 끝은 살짝 반전되어 있다. 옥개받침은 1층에서 4층까지는 4단씩이고, 5층만 3단으로 되어 있다. 그러나 5층 옥개석은 4층까지의 옥개석에 비하여 처마가 얇고, 처마 밑도 4층까지의 옥개석이 수평으로 유지되고 있는 것과는 달리 반전되고 있는 등 밑의 4개의 옥개석과는 그 형태를 달리하고 있다. 더군다나 같은 탑내에서 옥개받침 수를 달리하는 예가 없으므로, 이 5층의 옥개석 부분은 이 탑의 본연의 것이 아니라고 할 수 있겠다. 한편 낙수면만 보았을 때는 짧고 두껍게 느껴지지만, 옥개받침과 함께 보면 그리 두꺼운 편은 아니라 할 수 있다.
상륜부는 5층의 옥개석 위에 노반과 복발이 하나의 돌로 구성되어 놓여있을 뿐, 그 이상의 것은 남아있지 않은 상태이다.

## 사진

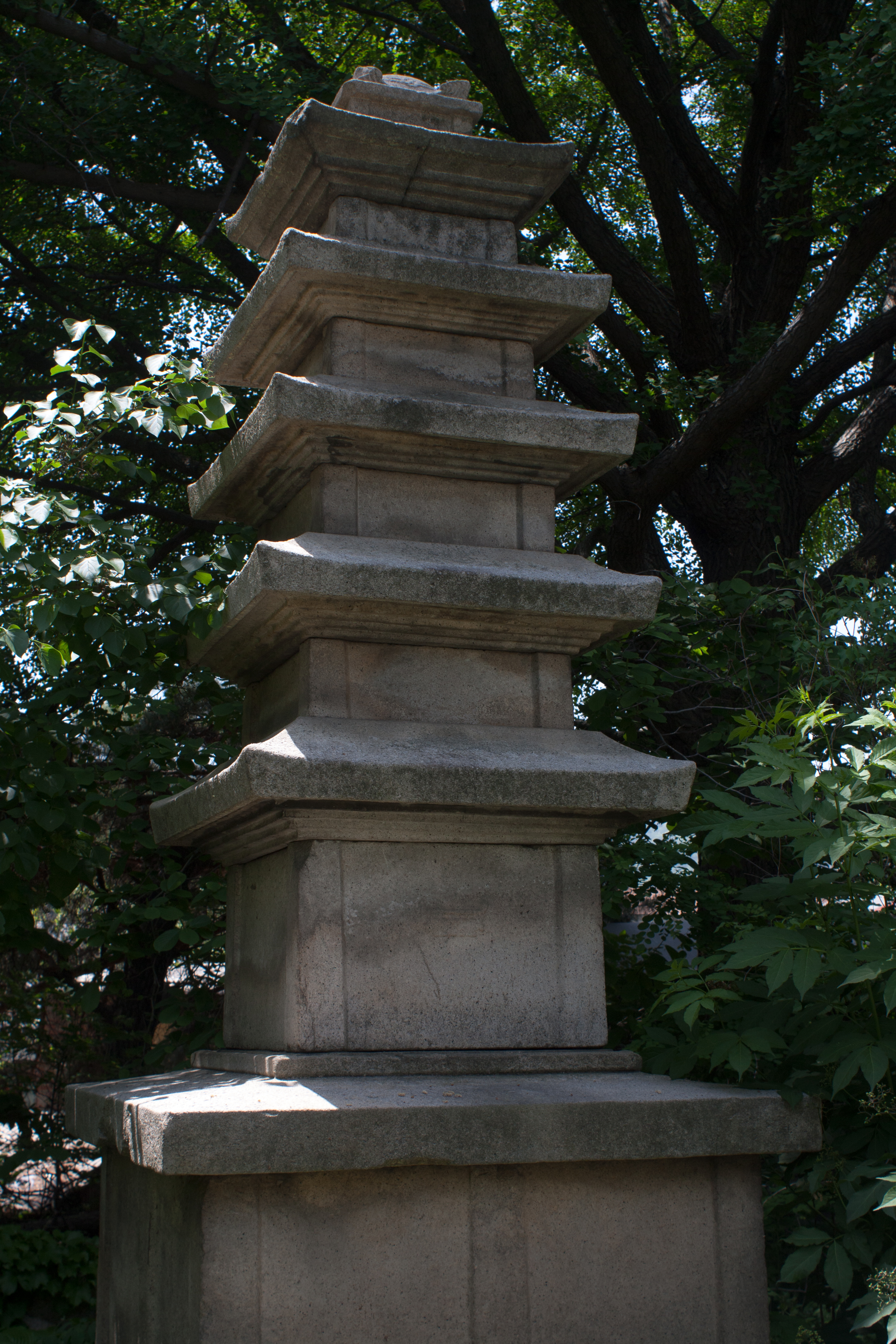

## 참고 문헌
- 문경 오층석탑 - 국가유산청 국가유산포털
- 본 문서에는 서울특별시에서 지식공유 프로젝트를 통해 퍼블릭 도메인으로 공개한 저작물을 기초로 작성된 내용이 포함되어 있습니다.